# ژاخسی-ژالغیزتائو
ژاخسی-ژالغیزتائو (قزاقی: Жақсы Жалғызтау) یک شهرک در استان قزاقستان شمالی کشور قزاقستان است.